# Späth-Arboretum
El Arboreto de Späth en alemán: Späth-Arboretum es un jardín botánico y arboreto de 3.5 hectáreas administrado por la Universidad Humboldt de Berlín, que se encuentra en Berlín, Alemania.

## Localización
Localizado en las afueras de Berlín. 
Späth-Arboretum Späthstraße 80/81, Berlín, Deutschland-Alemania.52°27′17.64″N 13°28′29.28″E / 52.4549000, 13.4748000
Se encuentra abierto varios días por semana durante los meses cálidos del año. Se cobra una tarifa de entrada.

## Historia
El jardín fue establecido en 1879 gracias a Franz Ludwig Späth, propietario del mayor y más antiguo vivero de árboles y plantas leñosas (Späth Baumschule, fundados en 1720), quién desarrolló el jardín alrededor de su mansión en 1874. El jardinero de la ciudad de Berlín Gustav Meyer diseñó el arboreto en el estilo de un jardín inglés. 
A la muerte de Franz en 1913, la propiedad pasó a su hijo Hellmut, quién añadió una rocalla al centro en 1928. El primer catálogo del arboreto publicado en 1930 listaba casi 4.500 taxones. 
Hellmut fue ejecutado en Sachsenhausen en 1945; la propiedad pasó a una sociedad gestora en 1947, y entonces a la municipalidad en 1949. Cuando fue creado por la universidad el Instituto para la Botánica Especial, fue donada la vivienda y el arboreto como su sede en 1961. 
En 1966 la finca fue abierta al público en general en cuatro domingos al año para realizar conciertos, una tradición que continúa aún en nuestros días. En 1969 el instituto quedó afiliado con el Museo de Historia Natural de la universidad, y en 1981 fue publicada una serie de seis estampillas postales con el tema de " Árboles raros del Arboretum".

## Colecciones

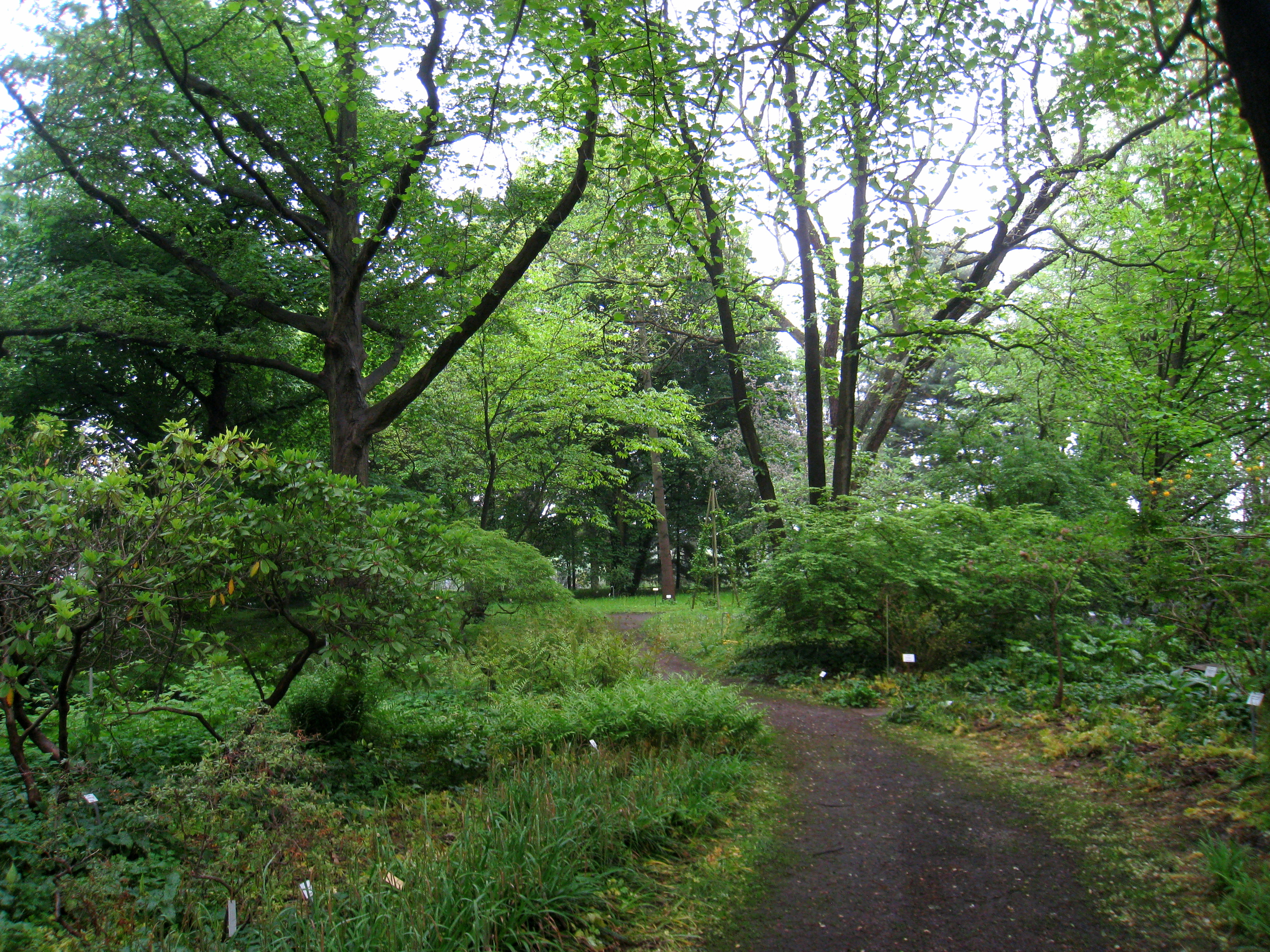
Vista del Späth-Arboretum

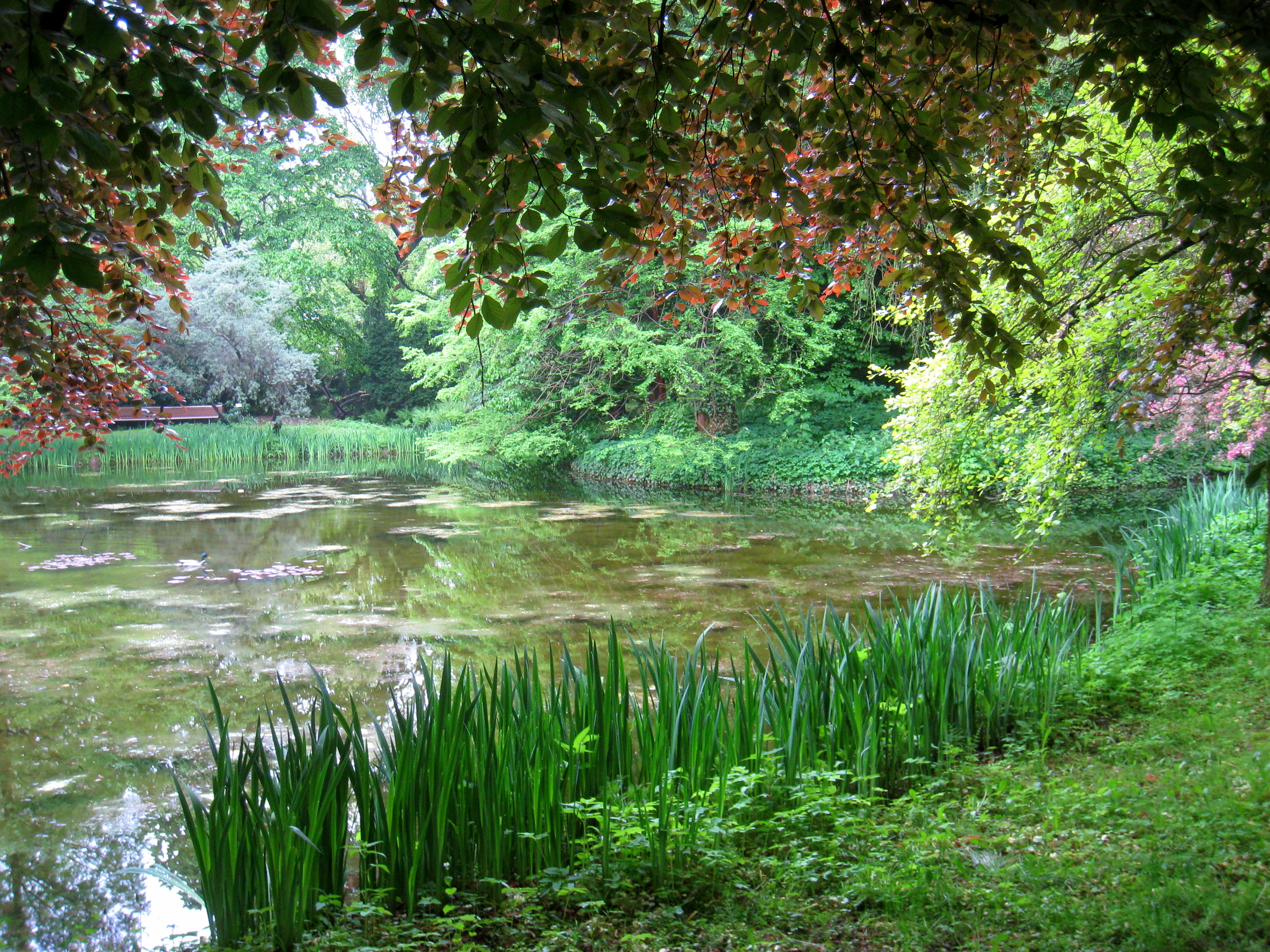
Charca en el Späth-Arboretum

Actualmente el arboreto alberga más de 1.200 árboles y arbustos exóticos procedentes de Asia, África y América con intención de exhibición e investigación. 
Sus fondos totales incluyen unas 4.000 especies de plantas con: 
- Colección sistemática de plantas herbáceas.
- Jardín de plantas medicinales y jardín de plantas aromáticas,
- Rocalla.